# 舍曼鎮區 (堪薩斯州賴利縣)
舍曼鎮區（英語：Sherman Township）是位於美國堪薩斯州賴利縣的一個行政鎮區。

## 地方資料
舍曼鎮區的面積為81.11平方千米，當中陸地面積為76.15平方千米，而水域面積為4.95平方千米。根據2010年美國人口普查的數據，當地共有人口579人，而人口密度為每平方千米7.14人。

## 外部連結
- US-Counties.com
- City-Data.com （页面存档备份，存于）